# Paragryllodes ceylonicus
Paragryllodes ceylonicus is een rechtvleugelig insect uit de familie krekels (Gryllidae). De wetenschappelijke naam van deze soort is voor het eerst geldig gepubliceerd in 1936 door Lucien Chopard.